# Atletica leggera al XVIII Festival olimpico estivo della gioventù europea
Le competizioni di atletica leggera al XVIII Festival olimpico estivo della gioventù europea si sono svolte dal 21 al 26 luglio 2025 presso l'Arena nazionale Toše Proeski di Skopje, in Macedonia del Nord.

## Calendario
|  | Finali |

| Luglio           | Luglio           | Lun | Mar | Mer | Gio | Ven | Sab | Totale |
| Luglio           | Luglio           | 21  | 22  | 23  | 24  | 25  | 26  | Totale |
| ---------------- | ---------------- | --- | --- | --- | --- | --- | --- | ------ |
| Atletica leggera | Atletica leggera | 2   | 8   | 6   | 8   | 8   | 9   | 41     |

## Risultati

### Ragazzi
| Specialità                          | Oro                                                           | Prestazione | Argento                                                                                          | Prestazione | Bronzo                                                                           | Prestazione |
| Corse piane                         |                                                               |             |                                                                                                  |             |                                                                                  |             |
| 100 m piani                         | Nikodem Dymiński                                              | 10"50       | Edwin Fermin Galvan                                                                              | 10"54       | Ben Sykes                                                                        | 10"57       |
| 200 m piani                         | Nino Radosavljevic Kusljic                                    | 21"09       | Huba Pandur                                                                                      | 21"20       | Joe Burke                                                                        | 21"22       |
| 400 m piani                         | Tomáš Horák                                                   | 46"60       | Hugo Kjellander                                                                                  | 47"20       | Spyridon Konidaris                                                               | 47"42       |
| 800 m piani                         | Andor Rik Schumann                                            | 1'48"82     | Umed Caraccio                                                                                    | 1'49"59     | Lennert Van Dyck                                                                 | 1'51"74     |
| 1 500 m piani                       | Aloïs Abraham                                                 | 3'48"39     | Alex Sierpes                                                                                     | 3'49"53     | Eric Huanca Quispe                                                               | 3'49"84     |
| 3 000 m piani                       | Sebastian Lörstad                                             | 8'03"47     | Afonso Gomes                                                                                     | 8'24"87     | Sebastian Smed Grønkjær                                                          | 8'25"05     |
| Corse a ostacoli                    |                                                               |             |                                                                                                  |             |                                                                                  |             |
| 110 m hs                            | Rafael Franzini                                               | 13"24       | Mael-Bephassou Lannurien                                                                         | 13"24       | Anthony Yunier Perez                                                             | 13"46       |
| 400 m hs                            | Diego Mancini                                                 | 50"01       | Oğuzhan Zeki Yeşïlobaligïl                                                                       | 50"40       | Travis Collet                                                                    | 50"97       |
| 2 000 m siepi                       | Haakon Sørstad                                                | 5'42"26     | Mathis Dubois                                                                                    | 5'42"75     | Michał Gajdus                                                                    | 5'43"43     |
| Marcia                              |                                                               |             |                                                                                                  |             |                                                                                  |             |
| Marcia 5 000 m                      | Nicolò Vidal                                                  | 20'22"43    | Gabriel González                                                                                 | 20'35"25    | Vitalii Tarasiuk                                                                 | 20'55"71    |
| Salti                               |                                                               |             |                                                                                                  |             |                                                                                  |             |
| Salto in alto                       | Charalampos Alivizatos                                        | 2,15 m      | Vojtěch Zajíček                                                                                  | 2,15 m      | Daniels Ģiedris                                                                  | 2,11 m      |
| Salto con l'asta                    | Zackaria Dia                                                  | 5,20 m      | Iván Varga                                                                                       | 5,15 m      | Wiktor Jaroszewicz                                                               | 4,95 m      |
| Salto in lungo                      | Remi Mourie                                                   | 7,86 m      | Adam Bilokon                                                                                     | 7,47 m      | Noah Hasler                                                                      | 7,28 m      |
| Salto triplo                        | Gora Ndiaye                                                   | 15,38 m     | Dimitrios Moumouris                                                                              | 15,12 m     | Yoel Perez                                                                       | 15,01 m     |
| Lanci                               |                                                               |             |                                                                                                  |             |                                                                                  |             |
| Getto del peso (5 kg)               | Enhar Mahmić                                                  | 19,34 m     | Hugo Casañas                                                                                     | 19,33 m     | Filip Kappel                                                                     | 19,25 m     |
| Lancio del disco (1,5 kg)           | Toms Samauskis                                                | 62,52 m     | Mattia Bartolini                                                                                 | 61,86 m     | Yehor Lapa                                                                       | 60,73 m     |
| Lancio del martello (5 kg)          | Alexandros Ghamrawi                                           | 78,32 m     | Sotirios Gentekos                                                                                | 77,36 m     | Artiom Olaru                                                                     | 73,34 m     |
| Lancio del giavellotto (700 g)      | Jere Murto                                                    | 74,54 m     | Olivér Menyhárt                                                                                  | 68,97 m     | Seppo Pauwels                                                                    | 67,53 m     |
| Prove multiple                      |                                                               |             |                                                                                                  |             |                                                                                  |             |
| Decathlon (under 18)                | Matteo Sorci                                                  | 7 605 p.    | Kilian Trochain                                                                                  | 7 462 p.    | David Brügger                                                                    | 7 285 p.    |
| Staffette                           |                                                               |             |                                                                                                  |             |                                                                                  |             |
| Staffetta svedese (100+200+300+400) | Rep. Ceca Jakub Marek Štěpán Vardžák Dominik Zajac Jiri Vacek | 1'52"43     | Turchia Oğuzhan Zeki Yeşilobalıgil Toprak Ege Özdemir Velat Bulut Yağız Celal Delice Koray Uygun | 1'53"58     | Germania Nikolas Tietze Andor Rik Schumann Sebastian Hetzner Gianluca Wessendorf | 1'53"71     |

### Ragazze
| Specialità                          | Oro                                                                                        | Prestazione | Argento                                                         | Prestazione | Bronzo                                                                  | Prestazione |
| Corse piane                         |                                                                                            |             |                                                                 |             |                                                                         |             |
| 100 m piani                         | Kelly Doualla                                                                              | 11"21       | Xenia Buri                                                      | 11"30       | Carolina Ventura                                                        | 11"56       |
| 200 m piani                         | Margherita Castellani                                                                      | 23"23       | Béatrice Tassin                                                 | 23"51       | Jamilia Bernhardsson                                                    | 23"56       |
| 400 m piani                         | Živa Remic                                                                                 | 52"21       | Laura Frattaroli                                                | 53"71       | Erin Frel                                                               | 54"02       |
| 800 m piani                         | Fiona von Flüe                                                                             | 2'03"18     | Cäcilia Weimann                                                 | 2'04"36     | Caterina Caligiana                                                      | 2'05"07     |
| 1 500 m piani                       | Mariana Moreira                                                                            | 4'26"48     | Laia Cariñanos                                                  | 4'26"61     | Oksana Pestka                                                           | 4'26"66     |
| 3 000 m piani                       | Venus Abraham Teffera                                                                      | 9'31"10     | Amanda Román                                                    | 9'31"45     | Veronika Břízová                                                        | 9'32"78     |
| Corse a ostacoli                    |                                                                                            |             |                                                                 |             |                                                                         |             |
| 100 m hs                            | Alessia Succo                                                                              | 13"04       | Sereina Liem                                                    | 13"18       | Nina Hejčíková                                                          | 13"35       |
| 400 m hs                            | Mina Hirsbrunner                                                                           | 58"20       | Emma Juntunen                                                   | 58"78       | Ellis Mc Hugh                                                           | 59"25       |
| 2 000 m siepi                       | Clémentine Byl                                                                             | 6'31"29     | Fanny Szalkai                                                   | 6'31"48     | Debritu Paniagua                                                        | 6'39"14     |
| Marcia                              |                                                                                            |             |                                                                 |             |                                                                         |             |
| Marcia 5 000 m                      | Daphne Gateau-Fernez                                                                       | 22'49"08    | Valentina Adamo                                                 | 23'22"76    | Chara Gerou                                                             | 23'34"98    |
| Salti                               |                                                                                            |             |                                                                 |             |                                                                         |             |
| Salto in alto                       | Aitana Alonso                                                                              | 1,86 m      | Svea Victorén                                                   | 1,82 m      | Lena-Maria Ionescu                                                      | 1,76 m      |
| Salto con l'asta                    | Allika Inkeri Moser                                                                        | 4,52 m      | Moana Peyrard                                                   | 4,05 m      | Anastasia Boumpoulidi                                                   | 3,95 m      |
| Salto in lungo                      | Aleksandra Sochacka                                                                        | 6,13 m      | Ella Wallin                                                     | 6,12 m      | Ana-Maria Dogan                                                         | 6,09 m      |
| Salto triplo                        | Daria Vrînceanu                                                                            | 13,65 m     | Brenda Džiliana Apsīte                                          | 13,52 m     | Ana Estrella de León                                                    | 13,51 m     |
| Lanci                               |                                                                                            |             |                                                                 |             |                                                                         |             |
| Getto del peso (3 kg)               | Anastasia Mihaela Andreadi                                                                 | 17,33 m     | Kinga Jackowska                                                 | 17,13 m     | Zara Veltruski                                                          | 16,38 m     |
| Lancio del disco                    | Mirabella Keserű                                                                           | 50,77 m     | Theodora Kirmanidi                                              | 47,63 m     | Marina Hadjicosta                                                       | 47,41 m     |
| Lancio del martello (3 kg)          | Polina Dzeroshynska                                                                        | 71,50 m     | Alexandra Tsernova                                              | 68,26 m     | Mirabella Keserű                                                        | 65,85 m     |
| Lancio del giavellotto (500 g)      | Amelia Gibas                                                                               | 51,15 m     | Živa Križ                                                       | 51,04 m     | Viola Lei Hansgaard                                                     | 49,25 m     |
| Prove multiple                      |                                                                                            |             |                                                                 |             |                                                                         |             |
| Eptathlon (under 18)                | Svea Funck                                                                                 | 5 794 p.    | Norina Hug                                                      | 5 609 p.    | Tove Arwidson                                                           | 5 317 p.    |
| Staffette                           |                                                                                            |             |                                                                 |             |                                                                         |             |
| Staffetta svedese (100+200+300+400) | Italia Kelly Doualla Alessia Succo Laura Frattaroli Margherita Castellani Isabella Pastore | 2'04"57     | Svizzera Xenia Buri Jelena Schranz Timea Rankl Mina Hirsbrunner | 2'05"93     | Polonia Maja Gondek Zofia Tomczyk Aleksandra Przybylska Milena Basińska | 2'06"30     |

### Misti
| Specialità        | Oro                                                                       | Prestazione | Argento                                                                 | Prestazione | Bronzo                                                                          | Prestazione |
| Staffetta 4×400 m | Italia Juan Jose Caggia Caterina Caligiana Diego Mancini Laura Frattaroli | 3'23"02     | Rep. Ceca Jakub Marek Alžběta Anna Podzimková Anna Čeřovská Tomáš Horák | 3'23"54     | Grecia Rafailia Giannoulidou Eleni Iakovaki Spyridon Konidaris Savvas Chnitidis | 3'27"53     |

## Medagliere
Nazione ospitante 
| Posizione | Paese                | Oro | Argento | Bronzo | Totale |
| --------- | -------------------- | --- | ------- | ------ | ------ |
| 1         | Italia               | 8   | 5       | 1      | 14     |
| 2         | Francia              | 5   | 5       | 1      | 11     |
| 3         | Polonia              | 3   | 1       | 4      | 8      |
| 4         | Grecia               | 2   | 4       | 4      | 10     |
| 5         | Svizzera             | 2   | 4       | 3      | 9      |
| 6         | Svezia               | 2   | 3       | 2      | 7      |
| 7         | Rep. Ceca            | 2   | 2       | 2      | 6      |
| 8         | Germania             | 2   | 1       | 1      | 4      |
| 9         | Belgio               | 2   | 0       | 2      | 4      |
| 10        | Norvegia             | 2   | 0       | 0      | 2      |
| 11        | Spagna               | 1   | 5       | 4      | 10     |
| 12        | Ungheria             | 1   | 3       | 1      | 5      |
| 13        | Finlandia            | 1   | 2       | 0      | 3      |
| 14        | Ucraina              | 1   | 1       | 2      | 4      |
| 15        | Lettonia             | 1   | 1       | 1      | 3      |
| 15        | Portogallo           | 1   | 1       | 1      | 3      |
| 17        | Slovenia             | 1   | 1       | 0      | 2      |
| 18        | Romania              | 1   | 0       | 2      | 3      |
| 19        | Cipro                | 1   | 0       | 1      | 2      |
| 20        | Bosnia ed Erzegovina | 1   | 0       | 0      | 1      |
| 20        | Estonia              | 1   | 0       | 0      | 1      |
| 22        | Turchia              | 0   | 2       | 0      | 2      |
| 23        | Irlanda              | 0   | 0       | 4      | 4      |
| 24        | Danimarca            | 0   | 0       | 2      | 2      |
| 25        | Croazia              | 0   | 0       | 1      | 1      |
| 25        | Moldavia             | 0   | 0       | 1      | 1      |
| 25        | Slovacchia           | 0   | 0       | 1      | 1      |
| Totale    | Totale               | 41  | 41      | 41     | 123    |